# Maria Trajdosówna
Maria Trajdosówna fue una deportista polaca que compitió en tiro con arco, en la modalidad de arco recurvo. Ganó cuatro medallas en el Campeonato Mundial de Tiro con Arco al Aire Libre entre los años 1931 y 1934.

## Palmarés internacional
| Campeonato Mundial al Aire Libre | Campeonato Mundial al Aire Libre | Campeonato Mundial al Aire Libre | Campeonato Mundial al Aire Libre |
| Año                              | Lugar                            | Medalla                          | Prueba                           |
| -------------------------------- | -------------------------------- | -------------------------------- | -------------------------------- |
| 1932                             | Varsovia (Polonia)               | Medalla de plata                 | Equipo mixto                     |
| 1933                             | Londres (Reino Unido)            | Medalla de oro                   | Equipo                           |
| 1933                             | Londres (Reino Unido)            | Medalla de bronce                | Individual                       |
| 1934                             | Båstad (Suecia)                  | Medalla de oro                   | Equipo                           |